# Coronda
Coronda est une ville d'Argentine dans la province de Santa Fe ainsi que la capitale du Département de San Jerónimo de ladite province.
Elle se trouve à 40 km de Santa Fe, la capitale provinciale et à 122 km de Rosario.
C'est dans cette ville que se déroule l'arrivée du marathon aquatique Santa Fe-Coronda.